# هنک یال هلد
هندریک یان هلد (به هلندی: Hendrik Jan ("Henk-Jan") Held) (متولد ۱۲ نوامبر ۱۹۷۶ در اوترخت) والیبالیست سابق تیم ملی والیبال هلند بود.